# Justitia (geslacht)
Justitia is een geslacht van tienpotigen uit de familie van de Palinuridae.

## Soort
- Justitia longimana (H. Milne Edwards, 1837)